# Kostel Nejsvětější Trojice (Klášterec nad Orlicí)
Kostel Nejsvětější Trojice se nachází v centru Klášterce nad Orlicí. Je farním kostelem farnosti Klášterec nad Orlicí. Je chráněn jako kulturní památka České republiky.
Kostel byl od 13. století součástí jednopatrové budovy kláštera řádu křižovníků (cyriaků), který byl v 15. století vypálen husity (pozůstatky kláštera byly objeveny roku 1956). Pobořený kostel osiřel a byl obnoven roku 1452. Z časů obnovy po husitských válkách pochází kamenný základ hlavního oltáře, stůl, na němž jsou čtyři erby rodu Jiřího z Poděbrad. Zvláštností kostela je malba, která znázorňuje dvě podivné postavy. V bezprostřední blízkosti kostela stával památný strom Klášterecký klen.
V rámci Programu záchrany architektonického dědictví bylo v roce 2014 na opravu památky čerpáno 550 000 Kč.

## Fotogalerie

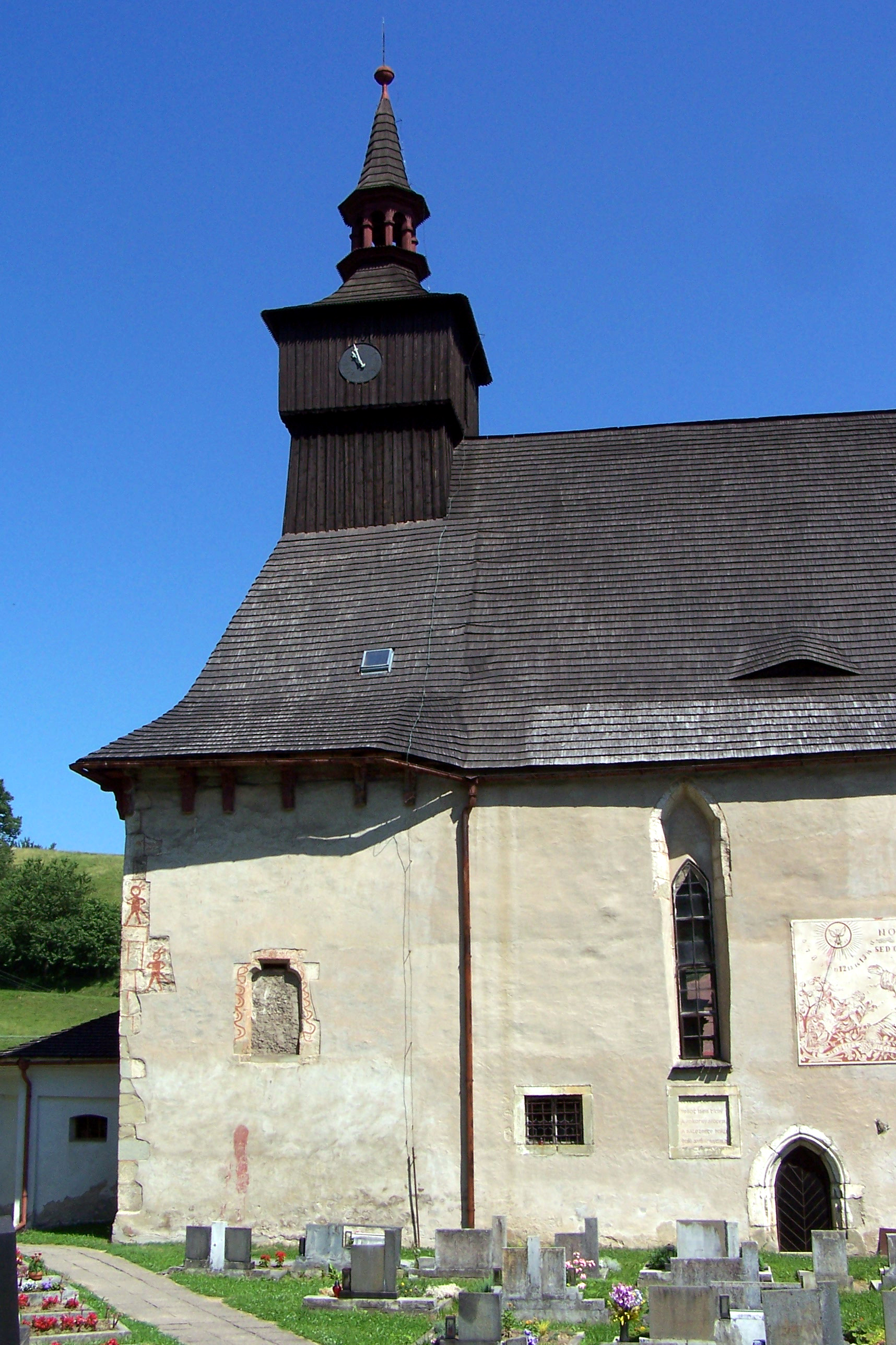
Boční pohled na věž
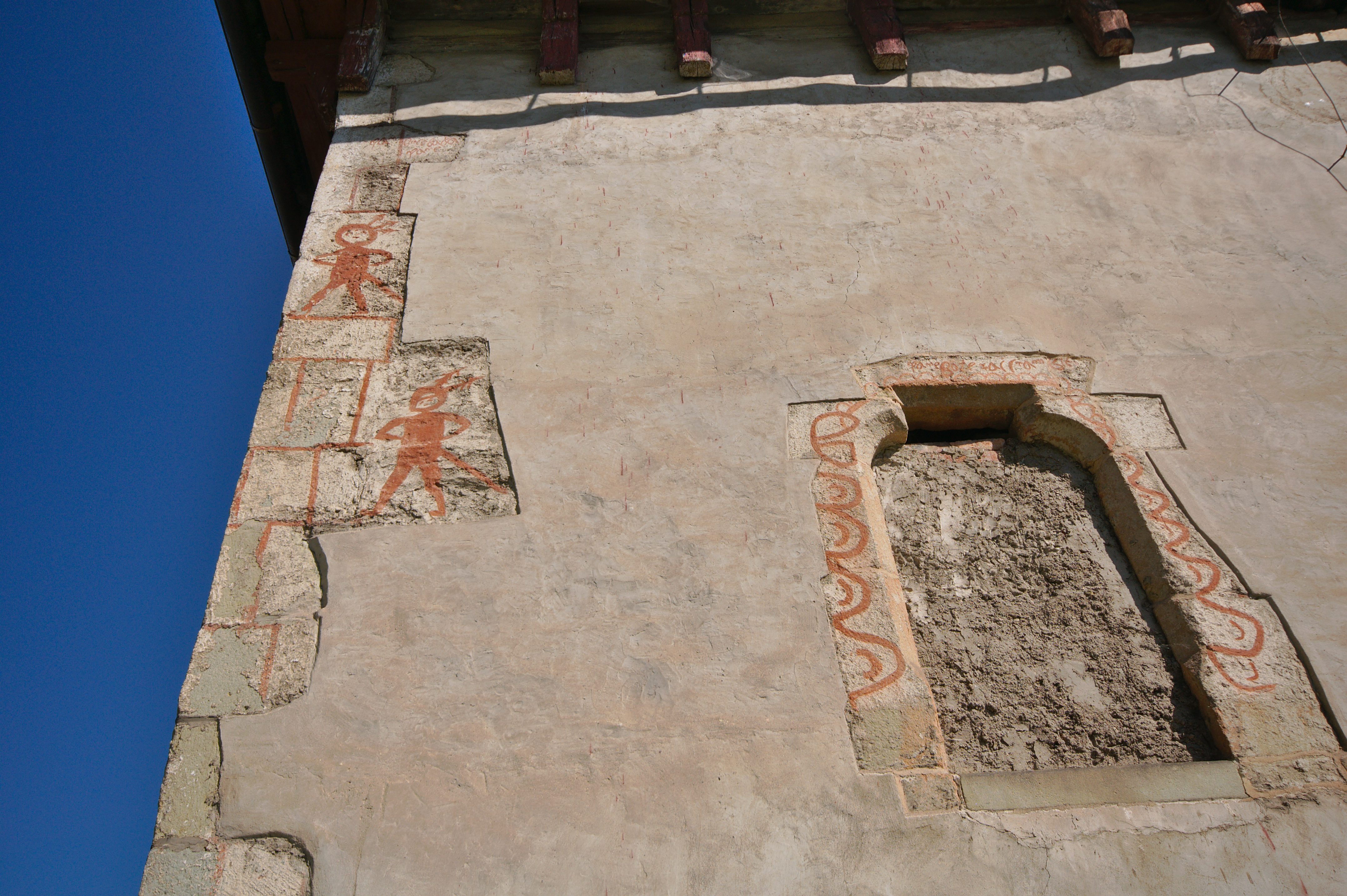
Malby údajných čertů na zdi kostela Nejsvětější Trojice
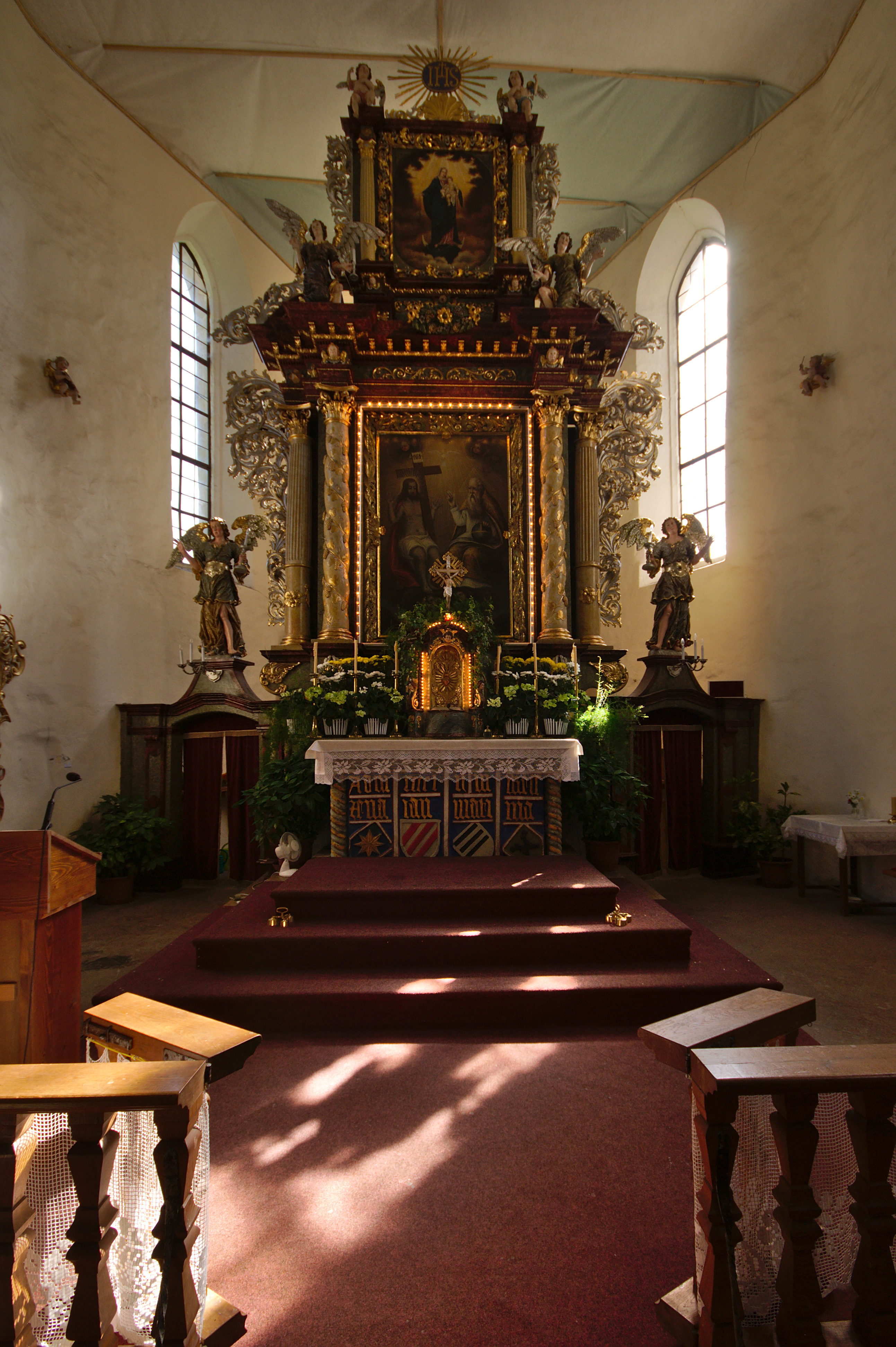
Interiér kostela
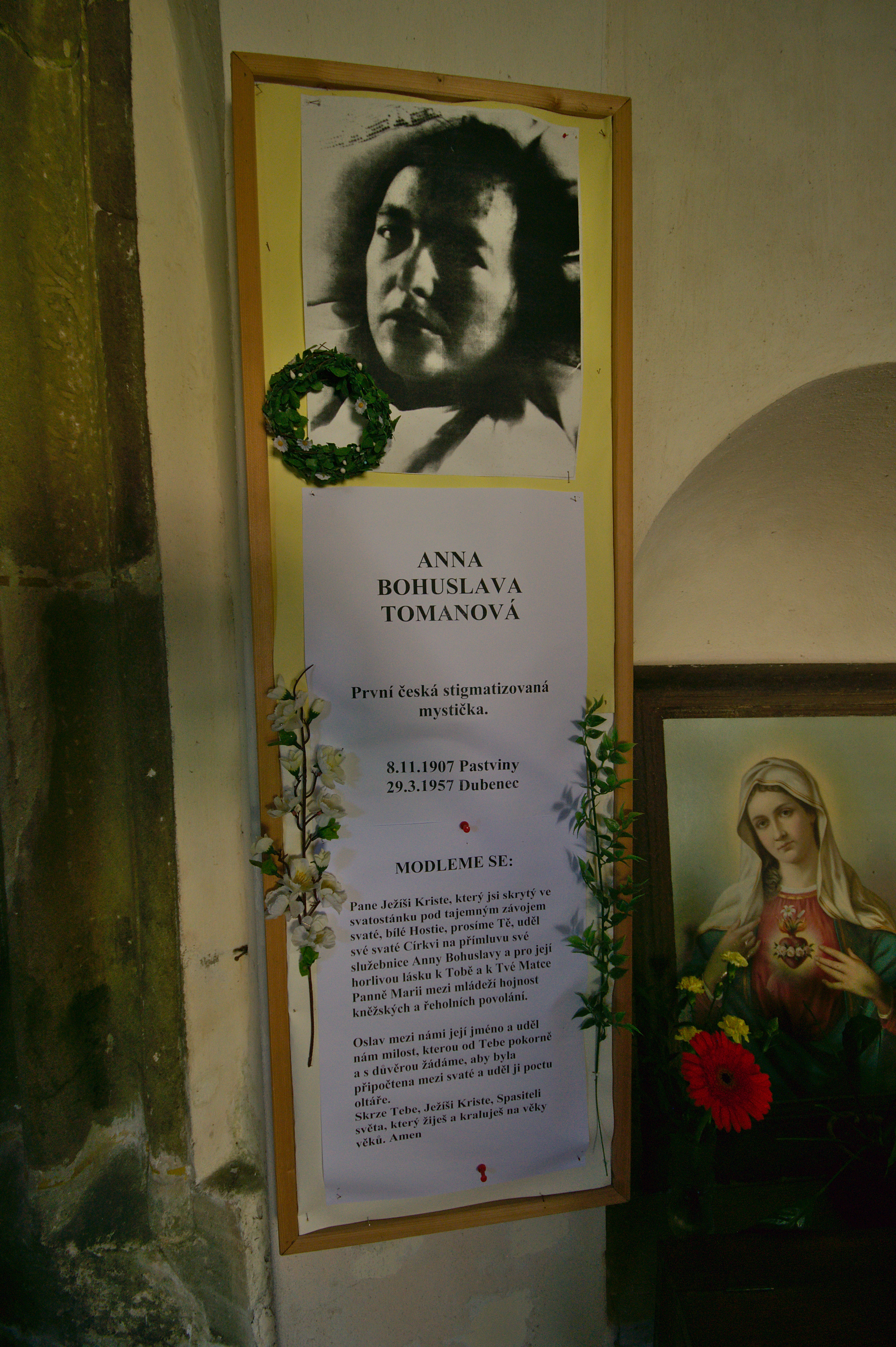
Nástěnka v kostele věnovaná místní stigmatičce Anně Bohuslavě Tomanové
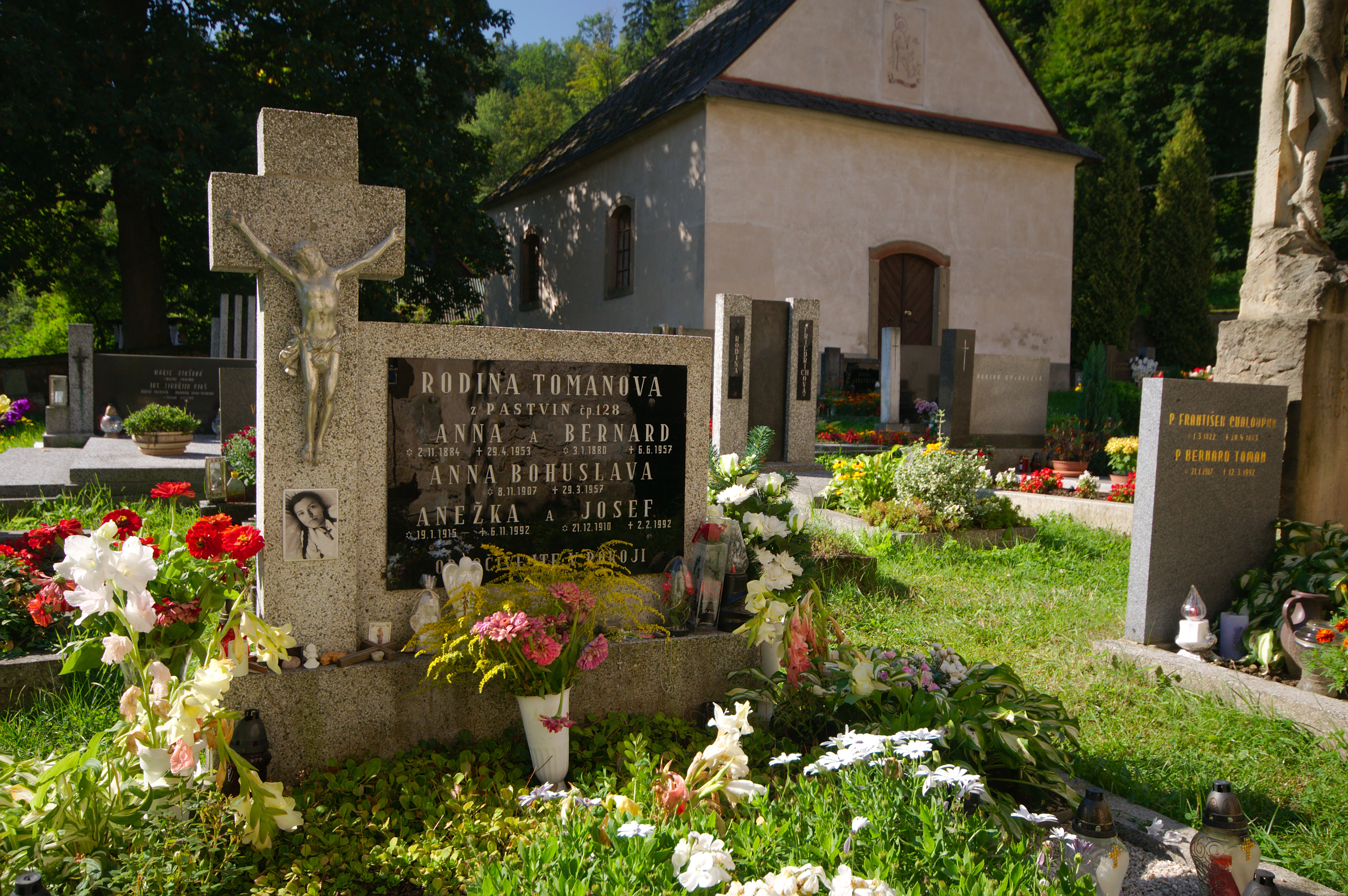
Hrob Anny Bohuslavy Tomanové na přilehlém hřbitově
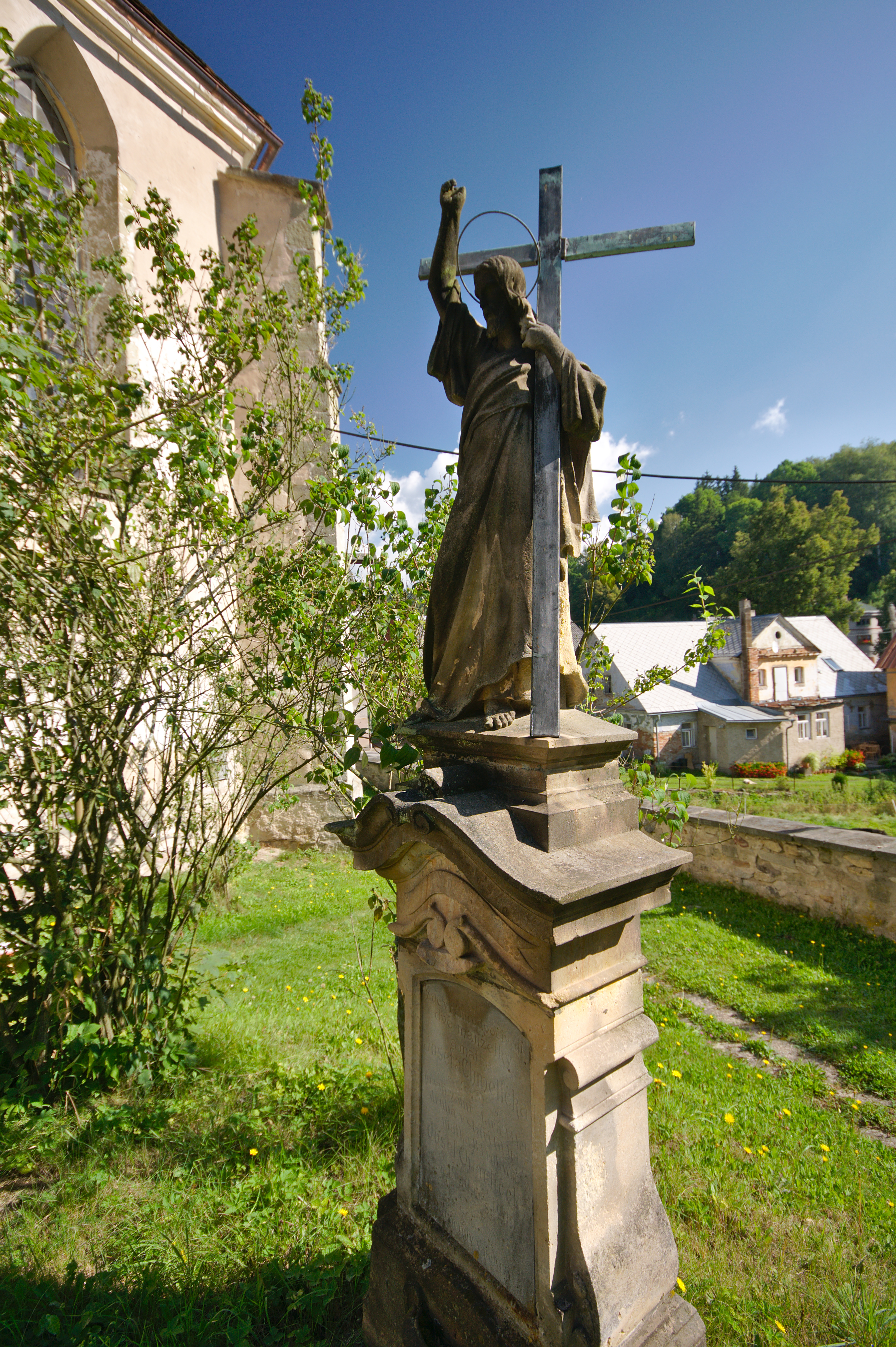
Socha Ježíše na hřbitově
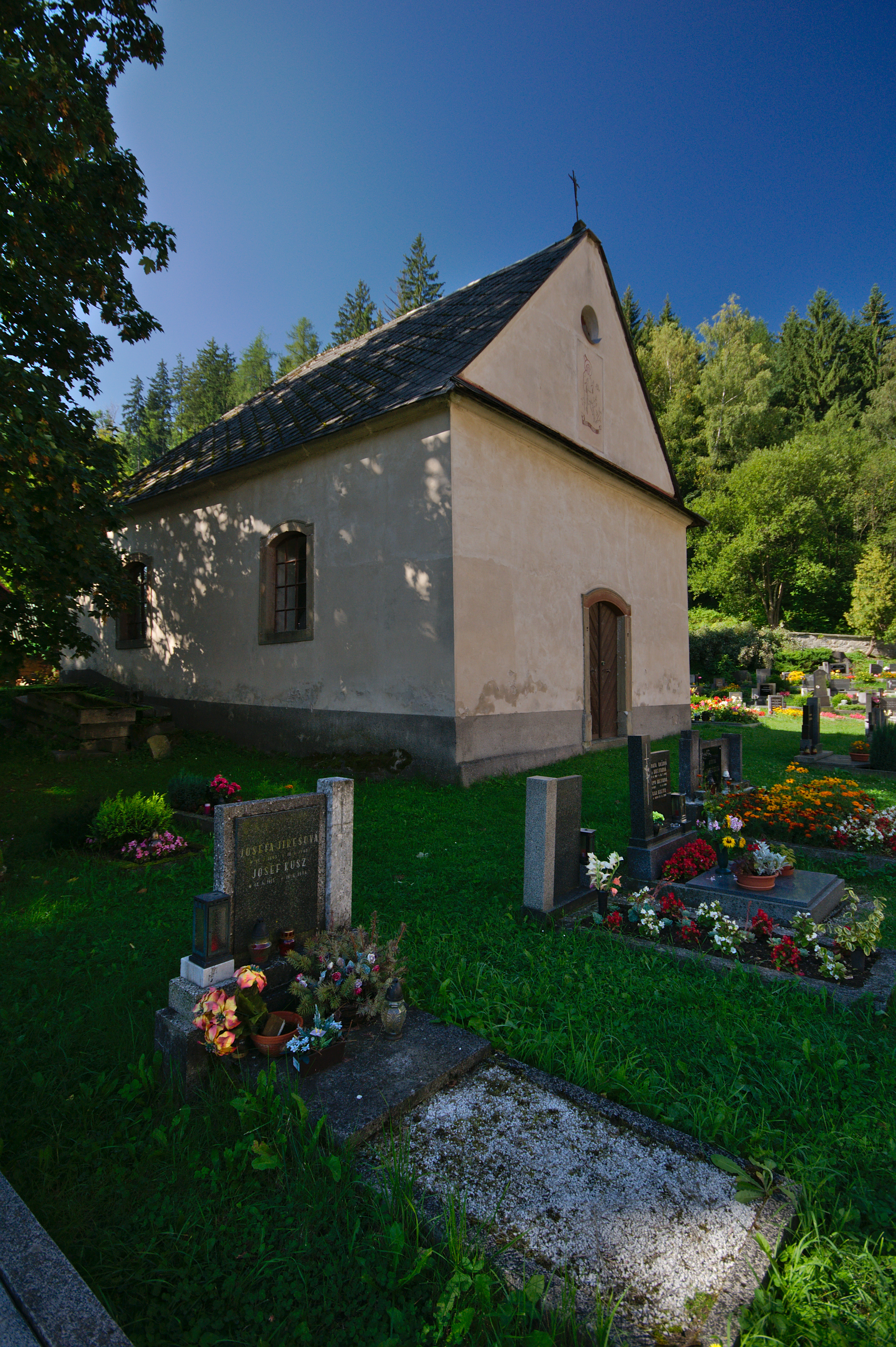
Márnice